# سوزان فالکنر
سوزان فالکنر (انگلیسی: Suzanne Falkiner؛ زادهٔ ۱۹۵۲ (۷۲–۷۳ سال)) نویسنده اهل استرالیا است.